# ZRS-5 USS Macon
L'USS Macon, numero di scafo ZRS-5 era un dirigibile rigido costruito per la United States Navy come velivolo da ricognizione. In servizio per meno di due anni, nel 1935 Macon fu danneggiato in una tempesta e si perse lungo la costa californiana.
Venne costruito a Akron, Ohio dalla Goodyear-Zeppelin Corporation, battezzato l'11 marzo 1933 da Jeanette Whitton Moffett (moglie del contrammiraglio William A. Moffett), e volò per la prima volta un mese dopo, solo qualche settimana dopo la tragica perdita della nave gemella Akron (ZRS-4). Il Macon venne ordinato il 23 giugno 1933 agli ordini del comandante Alger H. Dresel.
Il Macon era costituito di 12 celle di tela in gelatina di latex riempite di elio. Progettato per trasportare 5 biplani F9C Sparrowhawk, Macon ricevette il primo aereo il 6 luglio 1933 durante un volo di prova nei pressi di Lakehurst, New Jersey. Gli aerei erano sistemati in celle all'interno dello scafo ed erano lanciati e recuperati mediante un trapezio. Abbandonata la costa est il 12 ottobre 1933, la base del Macon divenne NAS Sunnyvale (ora Moffett Federal Airfield).
Durante una crociera sul continente, il Macon fu costretto a volare sino a 1800 m (6 000 piedi) per superare le montagne dell'Arizona. Dato che l'altitudine di crociera della nave era minore di 900 m (3 000 piedi), fu espulsa una grande quantità di elio per evitare lo squarciamento delle celle di gas dovuto alla differenza di pressione con l'esterno. Per compensare la perdita di spinta, furono eiettate 4 t (9 000 lb) di zavorra e 3 t (7 000 lb) di carburante. Ancora in sovrappeso, il Macon completò il suo viaggio con i motori a piena potenza per avere sufficiente portanza e per controllare la nave tra le forti correnti di un passo alpino. Le elevate sollecitazioni stressarono il guscio, e quando il Macon incontrò una turbolenza sopra il Texas, un anello nella sezione di coda si inarcò e due travi si ruppero. Il Macon completò il viaggio ma si decise di rinforzare sia gli anelli sia le quattro travi.
Il 12 febbraio 1935 le riparazioni non erano ancora terminate quando, al rientro a Sunnyvale dopo alcune manovre militari, il Macon fu investito da una tempesta al largo di Point Sur, California. Durante la tempesta, un'improvvisa raffica di vento causò la rottura di un anello non rinforzato a cui era attaccata la pinna di coda. Parti della struttura forarono le celle di gas posteriori e causarono una perdita di elio. Agendo rapidamente e con poche informazioni sull'accaduto, fu immediatamente ordinato un notevole scarico di zavorra. Venne perso il controllo; con la coda pesante e i motori in funzione, il Macon salì rapidamente fino a quando non fu espulso l'elio per equilibrare la pressione e fermare l'ascesa. Ci vollero 20 minuti per scendere di 4 850 piedi, e ammarare dolcemente; il Macon affondò al largo della costa californiana. Solo due membri su 76 morirono, grazie alla calda temperatura e all'introduzione di giubbotti di salvataggio e gommoni gonfiabili dopo la tragedia dell'Akron. I due membri dell'equipaggio perirono perché uno saltò prima dell'ammaraggio e l'altro perché cercò di tornare indietro a nuoto verso il relitto che stava affondando per recuperare i suoi effetti personali.
Il Macon aveva completato 50 voli a partire dall'entrata in servizio e fu cancellato dalla marina il 26 febbraio 1935. Le successive aeronavi della marina fecero uso di strutture non rigide in modo da essere meno vulnerabili ai fenomeni atmosferici.

## Esplorazione del luogo dell'affondamento

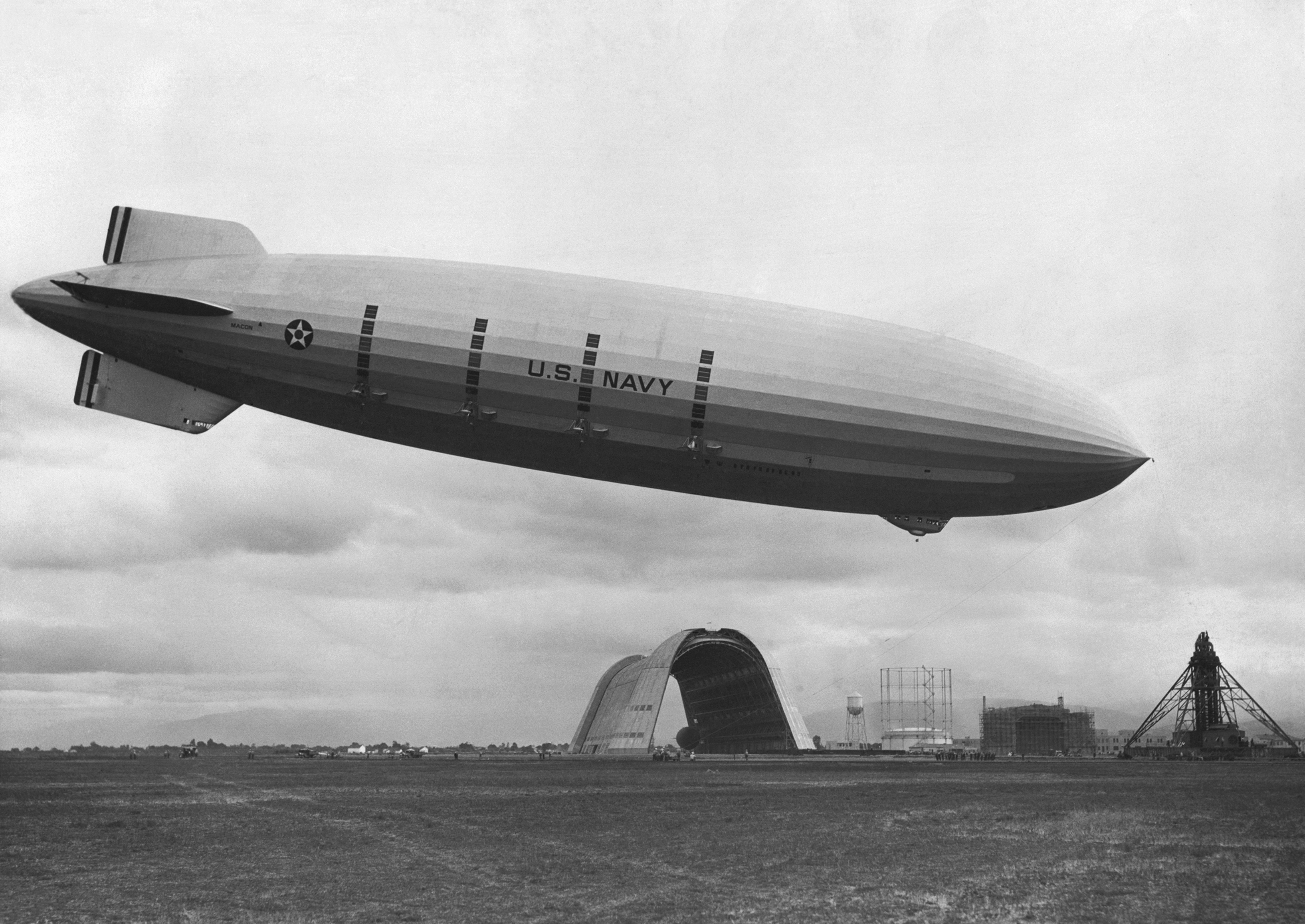
Lo ZRS-5 USS Macon in manovra sopra Moffett Field

The Monterey Bay Aquarium Research Institute (MBARI) localizzò e esplorò il luogo di affondamento del Macon nel febbraio 1991, e a recuperò parti del relitto. L'esplorazione incluse riprese e raccolta dati così come un recupero di alcune parti del relitto.
Nel maggio 2005 MBARI ritornò sul sito come inizio di un progetto di ricerca per identificare dei reperti archeologici nella baia. Fu usato un sonar laterale per esplorare il sito.

### Spedizione del 2006
Una seconda esplorazione più completa con un apparecchio a controllo remoto venne effettuata nel settembre 2006, da ricercatori del MBARI e de NOAA, National Oceanic and Atmospheric Administration. Riprese video della spedizione sono disponibili al pubblico su OceansLive Web Portal, un servizio del NOAA.
La spedizione del 2006 si rivelò un successo in quanto fece delle scoperte sorprendenti riguardo a cambiamenti avvenuti dall'ultima visita, quasi 15 anni prima. Immagini ad alta risoluzione (più di 10 000 nuove foto) vennero assemblate in un mosaico fotografico del relitto.

### Protezione

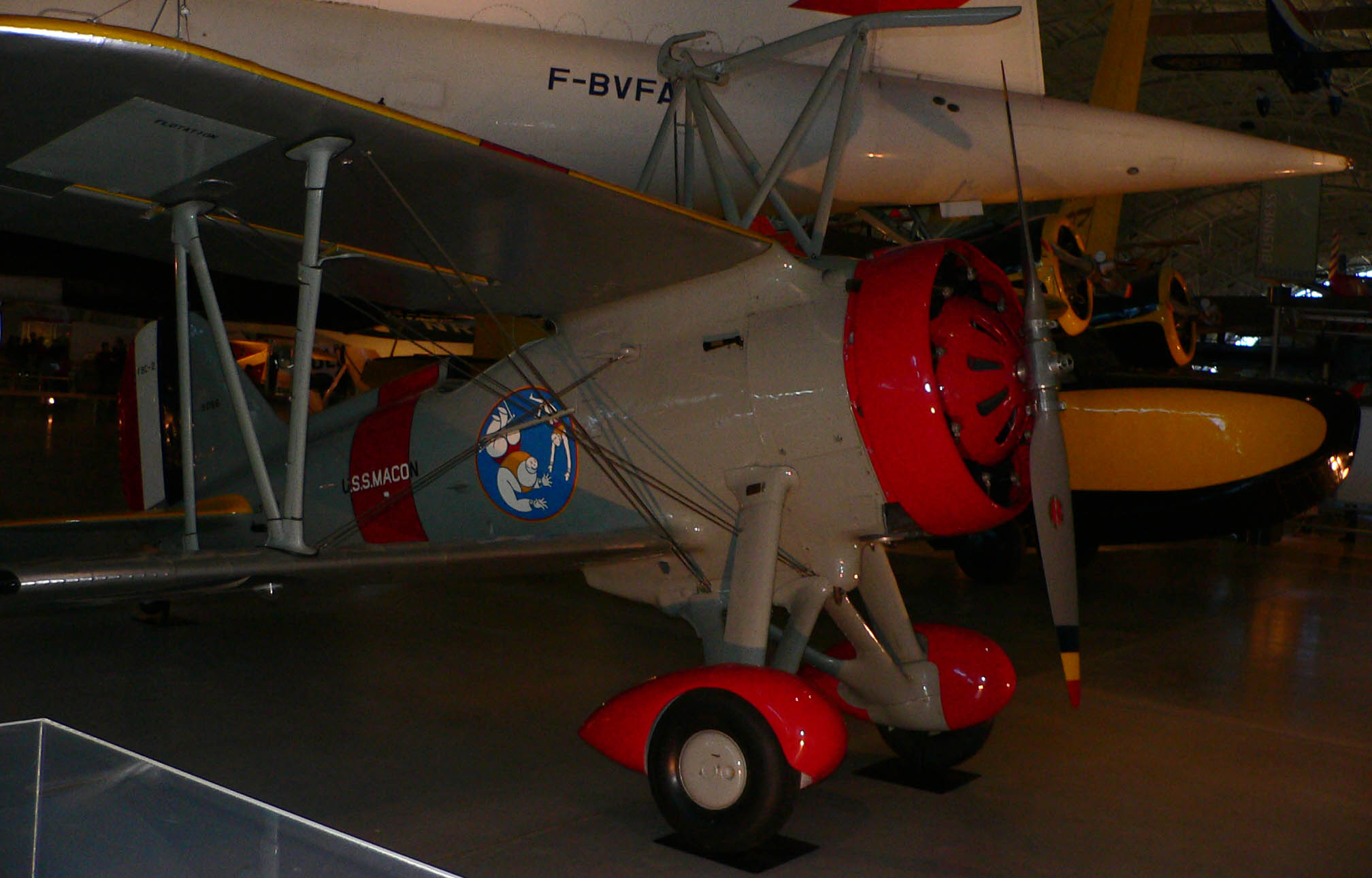
Il biplano del Macon è conservato allo Steven F. Udvar-Hazy Center

Il gruppo di ricerca spera di aggiungere nuovi dati che possano spiegare il naufragio del Macon elencato nel National Register of Historic Places (registro nazionale dei luoghi storici). Il sito dell'affondamento resta segreto, è all'interno di un santuario marittimo e non è accessibile ai sommozzatori. È anche un sito della U.S. Navy.